# Johan Wahlström
Hans Johan Wahlström, född 27 maj 1952 i Huddinge, Stockholms län, är en svensk komiker och skådespelare.

## Biografi
Wahlström har bland annat läst Fred Flintas röst på svenska i Familjen Flinta, Shredders röst i Media Dubbs svenskspråkiga tolkning av 1987 års version av Teenage Mutant Ninja Turtles och J. Jonah Jamesons röst i 1994 års version av Spindelmannen.
Han spelade "Farbror" Max Detweiler i Sound of Music på Göta Lejon 2007. År 2012 var han aktuell som kung Herodes i Jesus Christ Superstar på Göta Lejon.
Wahlström var en av komikerna i originaluppsättningen av TV4:s komediprogram Parlamentet när programmet premiärsändes 1999; han är den ende som har varit en fast medlem i ensemblen under hela tiden.

## Filmografi
- 2024 – Transformers One (röst till Alpha Trion)
- 2024 – Dumma mej 4 (röst till Silas Rumpbotten)
- 2022 – Minioner: Berättelsen om Gru (röst till Silas Rumpbotten)
- 2020 – Se upp för Jönssonligan
- 2017 – Dumma mej 3 (röst till Silas Rumpbotten)
- 2013 – Frost (röst som Kaj)
- 2013 – Dumma mej 2 (röst som Silas Rumpbotten)
- 2011 – Åsa-Nisse – wälkom to Knohult
- 2010 – Dessa Lund
- 2009 – Det regnar köttbullar (röst som borgmästaren)
- 2008 – Bolt (röst som duvan Joey)
- 2006 – Göta kanal 2 – kanalkampen
- 2006 – Sökarna – Återkomsten
- 2005 – Bondgård (röst som Bondgrisen)
- 2005 – Asta Nilssons sällskap
- 2003 – Hitta Nemo (röst som hajen Skum)
- 2003 – Djungelboken 2 (röst som gamen Lucky)
- 2002 – Disco Kung Fu
- 2002 – Asterix & Obelix: Uppdrag Kleopatra (röst som slaven Benubis)
- 2000 – Familjehemligheter
- 2000 – Familjen Flinta i Viva Rock Vegas  (röst som Fred Flinta)
- 1999 – Inspector Gadget (röst som Sanford Scolex)
- 1999 – To Be Continued
- 1998 – Beck – The Money Man (TV-film)
- 1998 – Djungelboken: Mowglis äventyr (röst som Shere Khan)
- 1998 – Mulan (röst som General Li)
- 1997 – Lånarna (röst som Konstapel Oliver Steady)
- 1996 – 101 dalmatiner (röst som tjuven Jeppe)
- 1995 – En på miljonen
- 1992 – Tom & Jerry gör stan osäker (röst till poliskonstapel)
- 1992 – En fågel i handen
- 1990 – En hel del

## TV-serier
- 2020 – Vår tid är nu (TV-serie)
- 2020 – Sommaren med släkten (TV-serie)
- 2011 – Gustafsson 3 tr (TV-serie)
- 2010 – Saltön (TV-serie)
- 2007 – Saltön (TV-serie)
- 2007 – August (TV-serie)
- 2005 – Hon och Hannes (TV-serie)
- 2003 – Ramona (TV-serie)
- 2002 – Bella - bland kryddor och kriminella (TV-serie)
- 2002 – Olivia Twist (TV-serie)
- 2001 – Rederiet (TV-serie)
- 1999–2000 – Parlamentet (TV-serie)
- 2000 – Grogg (TV-serie)
- 1999 – c/o Segemyhr (TV-serie)
- 1998 – Riksorganet (TV-serie)
- 1997 – Skallgång (TV-serie)
- 1996 – Anna Holt (TV-serie)
- 1996 – Svinet (TV-serie)
- 1994 – Min vän Percys magiska gymnastikskor (TV-serie)
- 1994 – Spindelmannen (TV-serie) (röst som J. Jonah Jameson)
- 1990 – Teenage Mutant Hero Turtles (TV-serie) (Media Dubb) - Leonardo, Shredder (säsong 1-2)

## Teater

### Roller (ej komplett)
| År   | Roll                                                         | Produktion                                                      | Regi                  | Teater                   |
| ---- | ------------------------------------------------------------ | --------------------------------------------------------------- | --------------------- | ------------------------ |
| 1993 | Stikkan Anderson                                             | Abba – The True Story Måns Herngren och Hannes Holm             | Mikael Hylin          | Berns salonger           |
| 1994 | Glasmästaren                                                 | Ett drömspel August Strindberg                                  | Robert Lepage         | Dramaten                 |
| 2006 | Wall-Enberg                                                  | Lilla Jönssonligan och glasskampen Figge Norling och Per Grytt  | Figge Norling         | Vasateatern              |
| 2007 | Max Detweiler                                                | Sound of Music Richard Rodgers och Oscar Hammerstein II         | Staffan Götestam      | Göta Lejon               |
| 2009 |                                                              | Panik på klinik Johan Schildt, Adde Malmberg och Robert Sjöblom | Adde Malmberg         | Intiman                  |
| 2010 | Wollmar ”Tutte” Wrigstad                                     | Har ni fest eller? (The Nerd) Larry Shue                        | Stefan Wiik           | Fjäderholmsteatern       |
| 2011 | Alice                                                        | Dödsdansen August Strindberg                                    | Emil Graffman         | Helsingborgs stadsteater |
| 2018 | Mannen/Pappan                                                | Ur svenska hjärtans djup Kristian Hallberg                      | Tobias Hagström-Ståhl | Teater Galeasen          |
| 2022 | Carl Christoffer Gjörwell Akademiledamoten Elis Schröderheim | Pang, sa Anckarström Anders Berg                                | Anders Berg           | Moment:Teater            |

### Regi
| År   | Produktion                         | Upphovsmän                                             | Teater                          |
| ---- | ---------------------------------- | ------------------------------------------------------ | ------------------------------- |
| 2002 | Camping Perfect Pitch              | John Godber Översättning Ylva Hellerud                 | Norrbottensteatern              |
| 2003 | Nysningen The Good Doctor          | Neil Simon                                             | Stockholms stadsteater          |
| 2005 | Neil Armstrong var aldrig på månen | Peter Birro                                            | Dramaten                        |
| 2006 | Cabaret                            | John Kander, Fred Ebb och Joe Masteroff                | Tyrol Senare flyttad till Rondo |
| 2007 | Bröllopsbesvär                     | Stig Larsson efter Stig Dagerman                       | Göteborgs stadsteater           |
| 2009 | Tiggarens opera The Beggar's Opera | John Gay Bearbetning av Johan Wahlström och Ulf Dageby | Helsingborgs stadsteater        |
| 2018 | Fordringsägare                     | August Strindberg                                      | Dramaten/ Teater Galeasen       |

### Fotnoter
1. ↑  Joakim Strömholm (4 september 1993). ”Omarbetad 'ABBA' blir varken eller”. Dagens Nyheter. https://www.dn.se/arkiv/teater/omarbetad-abba-blir-varken-eller/. Läst 24 mars 2018.
2. ↑  Karin Helander (17 mars 2006). ”Nostalgisk och rafflande glasskamp”. SvD. http://www.svd.se/nostalgisk-och-rafflande-glasskamp. Läst 28 juni 2015.
3. ↑  Sara Norling (1 oktober 2007). ”Äppelkäckt - men det räcker inte”. Dagens Nyheter. http://www.dn.se/arkiv/kultur/appelkackt-men-det-racker-inte/. Läst 17 september 2016.
4. ↑  Lars Ring (3 januari 2010). ”Som helhet en rätt livad iscensättning”. SvD. http://www.svd.se/artikel_4026849. Läst 24 juni 2015.
5. ↑  Ingegärd Waaranperä (5 juli 2010). ”Skärgårdsteatern: 'Har ni fest eller?'”. Dagens Nyheter. https://www.dn.se/kultur-noje/scenrecensioner/skargardsteatern-har-ni-fest-eller/. Läst 28 april 2018.
6. ↑  ”Pang, sa Anckarström”. Moment:Teater. https://moment.org.se/forestallningar/pang-sa-anckarstrom/. Läst 2 mars 2022.
7. ↑  Pia Huss (16 oktober 2002). ”Snärtigt och vältajmat. Välputsad medelklasskultur och grovmalet samliv kolliderar.”. Dagens Nyheter. https://www.dn.se/arkiv/kultur/snartigt-och-valtajmat-valputsad-medelklasskultur-och-grovmalet-samliv-kolliderar/. Läst 27 februari 2022.
8. ↑  Leif Zern (22 januari 2006). ”Jöback är farligt närvarande”. Dagens Nyheter. https://www.dn.se/arkiv/kultur/joback-ar-farligt-narvarande/. Läst 27 december 2019.